# Anthracit
Anthracit là một loại than đá cứng có ánh bán kim loại. Loại than này có hàm lượng cacbon cao nhất, có ít tạp chất nhất, và cho năng lượng cao nhất trong tất cả các loại than. Anthracit là một loại bị biến chất từ của than đá (ở cấp biến chất thấp), với hàm lượng cacbon trong khoảng 92,1% và 98%.
Anthracit được xếp vào cấp chuẩn, chủ yếu được dùng trong phát điện, và loại cao cấp và siêu cao cấp được dùng trong lĩnh vực luyện kim. Anthracit chiếm khoảng 1% trữ lượng than toàn cầu, và được khai thác ở một vài quốc gia. Trung Quốc chiếm phần lớn sản lượng toàn cầu; các nhà sản xuất khác là Nga, Ukraine, Triều Tiên, Nam Phi, Việt Nam, Liên hiệp Anh, Úc và Hoa Kỳ. Tổng sản lượng năm 2010 là 670 triệu tấn.